# Christian Kirk
Christian Kirk (* 24. April 1963 in Quakenbrück, Niedersachsen) ist ein deutscher Verleger und Unternehmer aus Darmstadt.

## Leben
Nach Abitur und Wehrdienst nahm Kirk im Jahr 1986 zunächst ein Studium des Wirtschaftsingenieurwesens an der Technischen Universität Darmstadt auf. 1988 begann er parallel zum Studium mit ersten Unternehmungen den Weg in die Selbständigkeit. 1991 zog Christian Kirk als Geschäftsführender Gesellschafter der ICR Star Icecream OHG an seinen zweiten Wohnsitz nach Barcelona.

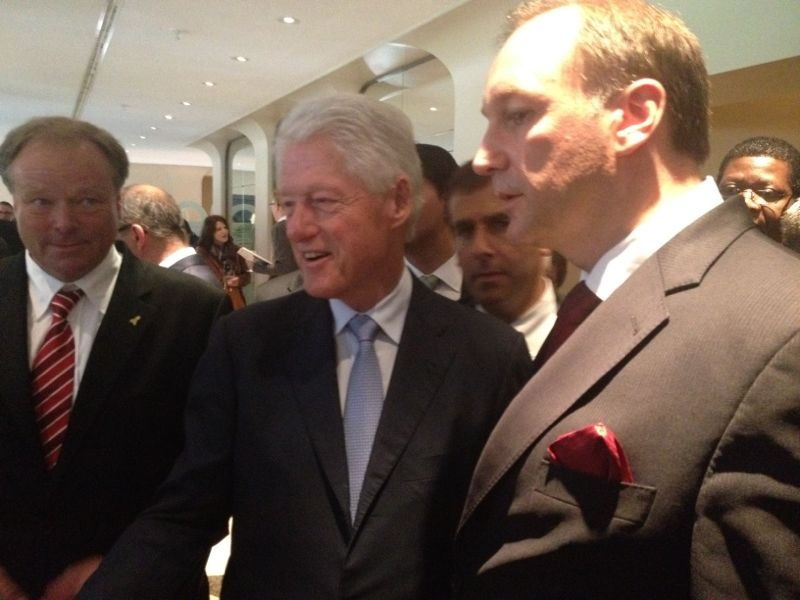
Christian Kirk (r.) im Gespräch mit Bill Clinton und Bundesentwicklungsminister Dirk Niebel am 24. Mai 2013 aus Anlass des Kooperationsabkommens zwischen dem BMZ und der Clinton-Foundation beim Thema „Hilfe für Afrika“.

1992 gründete Kirk  die in Darmstadt ansässige „Media Team Gesellschaft für Kommunikation mbH“. 1999 folgte die Gründung der „Europäischer Sport Verlag GmbH“, „Europäischer Kultur Verlag GmbH“ und  „Europäischer Wirtschafts Verlag GmbH“, die er unter dem Dach der „Medien Gruppe Kirk AG“ 1999 vereinigte. Kirk ist mit seinen Verlagen Herausgeber von etwa 300 Büchern, insbesondere über deutsche und europäische Wirtschaftsstandorte. Er hat 2012 für das Bundesministerium für wirtschaftliche Zusammenarbeit und Entwicklung ein Buch über Afghanistan als Standort für wirtschaftliche Perspektiven herausgegeben, 2013 folgte als weiteres Auftragswerk der Bundesregierung eine Darstellung über den Wirtschaftsstandort Tunesien. Weitere 38 internationale Standorte wurden analysiert und für eine Veröffentlichung konzeptionell aufbereitet.
Als Sonderpublikationen hat Christian Kirk unter anderem Kunst- und Kulturbände mit der Stadt Darmstadt herausgegeben, 2005 Sonnentage in Darmstadt im Jahr 2010 Darmstadtinspirationen. Kunst.Kultur.Leben. Weitere Sonderpublikationen waren Handbücher in den Jahren 1997 und 2001 für das Leben im Alter unter dem Titel Pro 60.
Im wissenschaftlichen Bereich hat Kirk gemeinsam mit José L. Encarnacao, dem Gründer des Fraunhofer-Instituts für Graphische Datenverarbeitung (IGD), im Jahr 2004 The Colourful World of Computer-Generated Images, Visual Interaction and Visual Communication. Computer Graphics in Practice publiziert.
Infolge der Finanzkrise ab 2007 publizierte der Darmstädter Verleger in Zusammenarbeit mit dem Bundesminister der Finanzen Wolfgang Schäuble und dem hessischen Finanzminister Thomas Schäfer ein Buch über den Finanzplatz Deutschland.
Das Werk über Wirtschaftsstandorte hat Kirk mit weiteren Beiträgen auch auf seiner Website „european business network“ publiziert. Ergänzend zu den Verlagen hat Kirk im Jahr 2007 ein eigenes Filmstudio unter der Marke „ebn24TV“ aufgebaut.
2009 gründete Kirk für seine beratenden Tätigkeiten die „European Consult und Invest GmbH“. 2014 hat Christian Kirk zudem die „WI-Rheinblick Projekt GmbH“ gegründet, deren Aufgabe die städtebauliche Entwicklung von Liegenschaften, darunter ehemalige Industrie- und Gewerbegelände, in Wiesbaden-Kastel ist. Im gleichen Jahr gründete der die Planungsgesellschaft „Guliver“ und erwarb den 1946 in Wiesbaden gegründeten Hafen Rheinport.
In den Folgejahren gründete oder beteiligte Kirk sich an zehn weiteren Unternehmen in unterschiedlichen Bereichen.
Christian Kirk ist verheiratet und lebt mit seiner Frau und seinen sieben Kindern im südhessischen Darmstadt.